# Superman: Countdown to Apokolips
Superman: Countdown to Apokolips est un jeu vidéo d'action sorti en 2003 sur Game Boy Advance. Le jeu a été développé par Mistic Software et édité par Atari Inc.. Le jeu est adapté de la série d'animation Superman, l'Ange de Metropolis. Aussi, Countdown sert de préquelle au jeu Superman: Shadow of Apokolips.
Le jeu est sorti le 26 mars 2003 en Amérique du Nord et le 25 avril 2003 en Europe.

## Synopsis
Des agents de Darkseid arrivent sur Terre pour éliminer Superman. Pendant ce temps, le vilain Kalibak kidnappe Lois Lane et les ennemis de Superman ; Livewire, Metallo et Bruno Mannheim s'échappent de prison.

## Accueil
- IGN : 4,5/10[1]